# Wu Ta-ťing
Wu Ta-ťing (čínsky: 武大靖, anglickým přepisem: Wu Dajing; 24. července 1994, Ťia-mu-s’) je čínský závodník v short tracku. Je držitelem čtyř olympijských medailí: na olympiádě v Pchjongčchangu roku 2018 vyhrál závod na 500 metrů (ve světovém rekordu), čtyři roky předtím na hrách Soči roku 2014 na stejné trati bral stříbro. Krom toho má ve sbírce dvě medaile ze štafet, stříbro z Pchjongčchangu a bronz ze Soči. Jeho zlatá z korejských her byla první čínskou zlatou olympijskou medailí z ledního sportu v historii. Čtyři zlata z jednotlivých disciplín si přivezl z mistrovství světa. Od roku 2018 drží světový rekord na trati 500 metrů s časem 39.505.